# Svatoslav (Třebíči járás)
Svatoslav település Csehországban, a Třebíči járásban. Svatoslav Kamenice, Kouty, Horní Radslavice, Pavlínov, Čechtín, Benetice, Bochovice és Radošov településekkel határos. Lakosainak száma 262 fő (2024. január 1.).

## Népesség
A település lakosságának változását az alábbi diagram mutatja:
| Lakosok száma | 445  | 456  | 418  | 311  | 268  | 265  | 248  | 245  | 265  | 262  |
|               | 1869 | 1890 | 1921 | 1950 | 1980 | 2001 | 2017 | 2019 | 2022 | 2024 |